# Werner Bünck

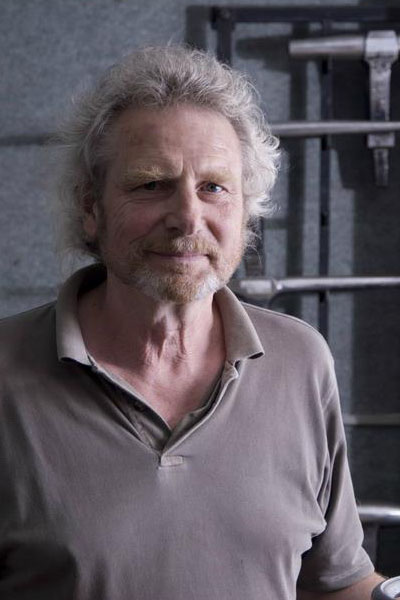
Werner Bünck

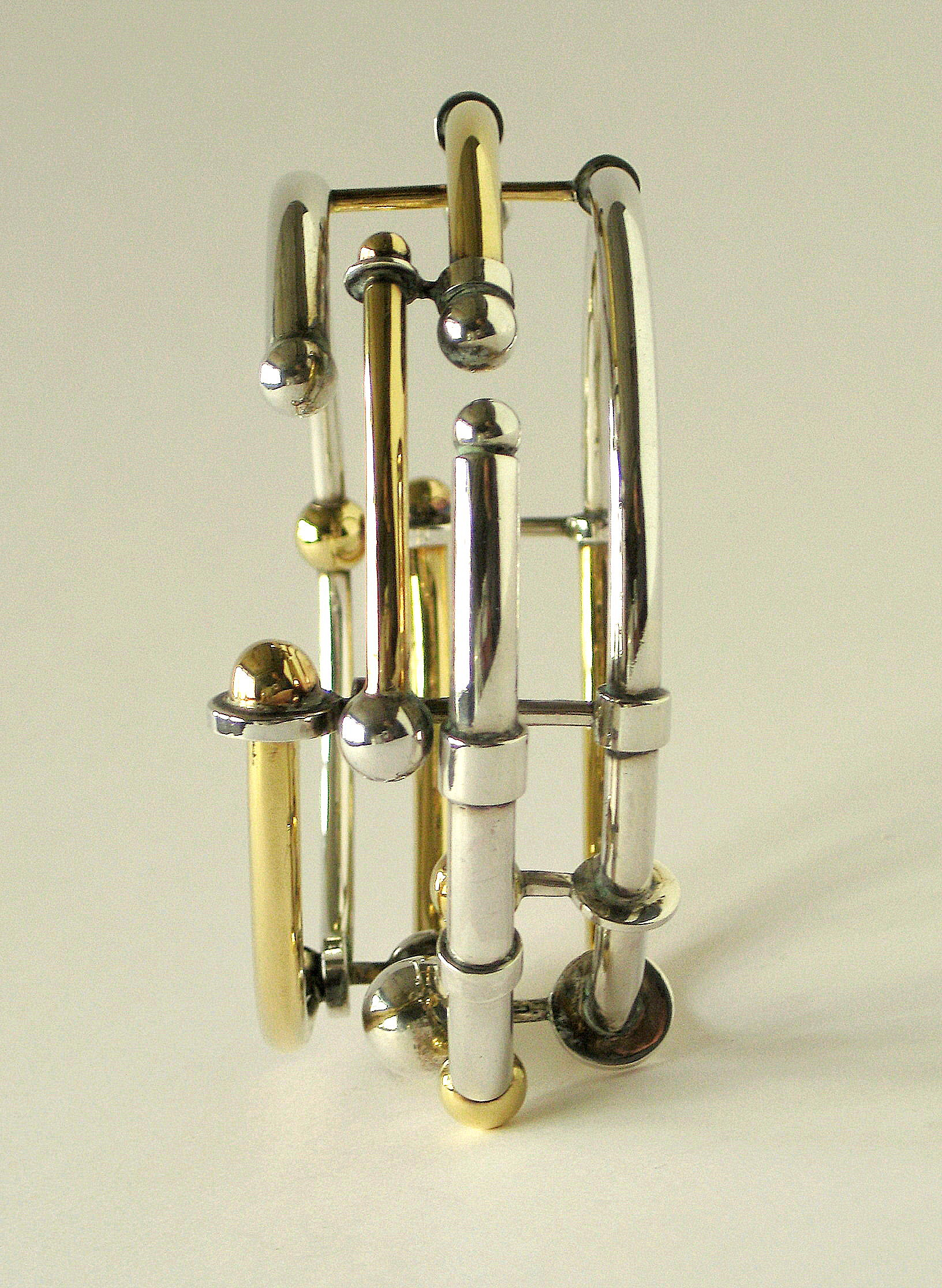
Werner Bünck, Silber-Armreif, 1972

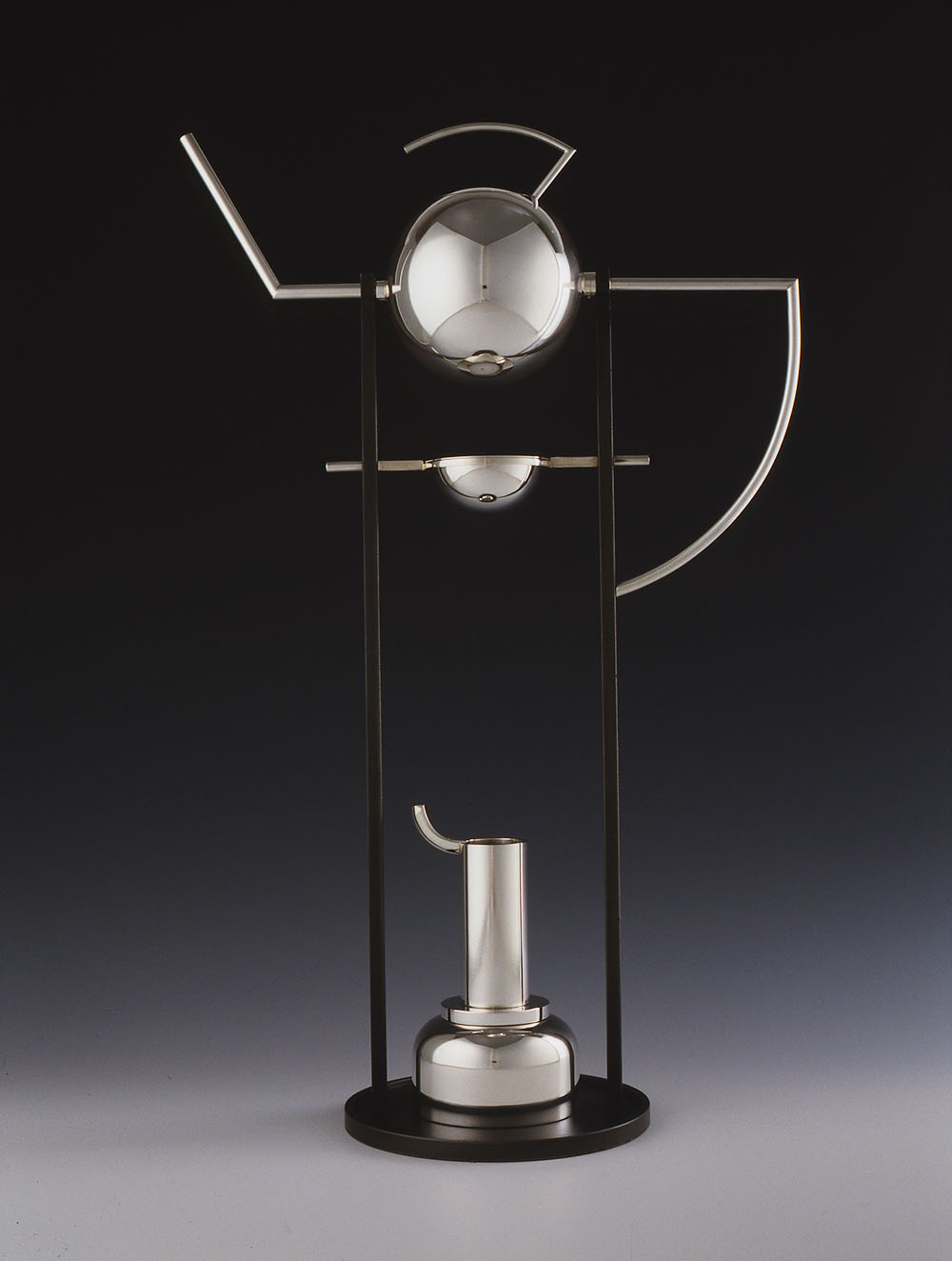
Werner Bünck, Teeservice, 1992

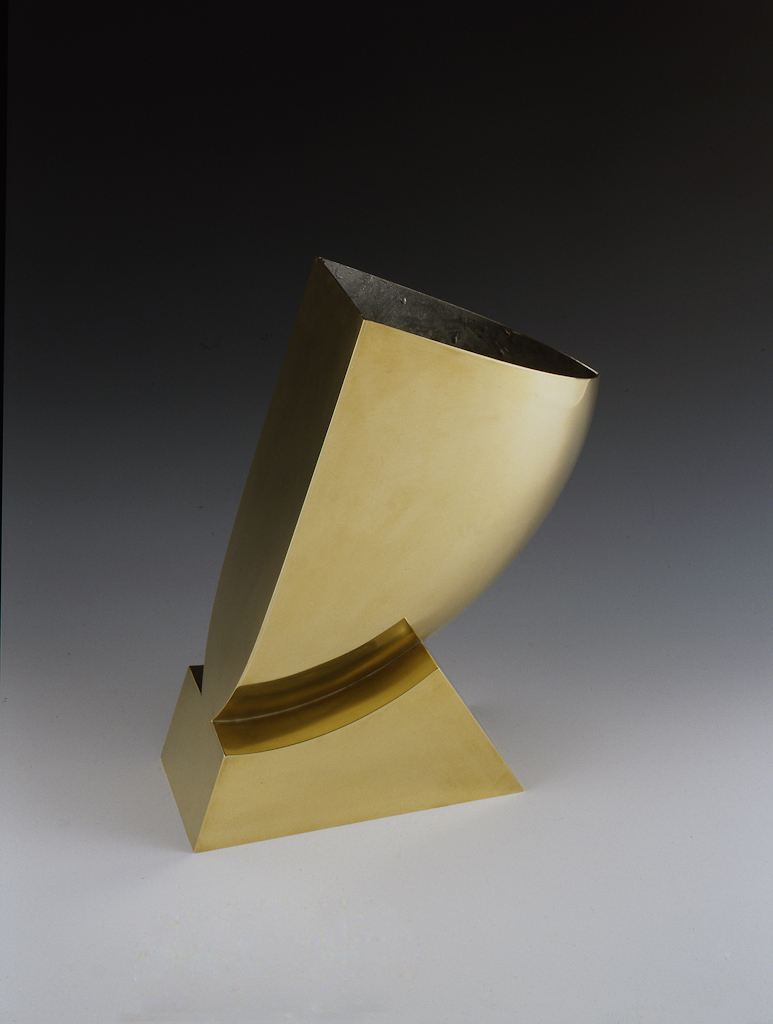
Werner Bünck, Messing-Gefäß, 2002

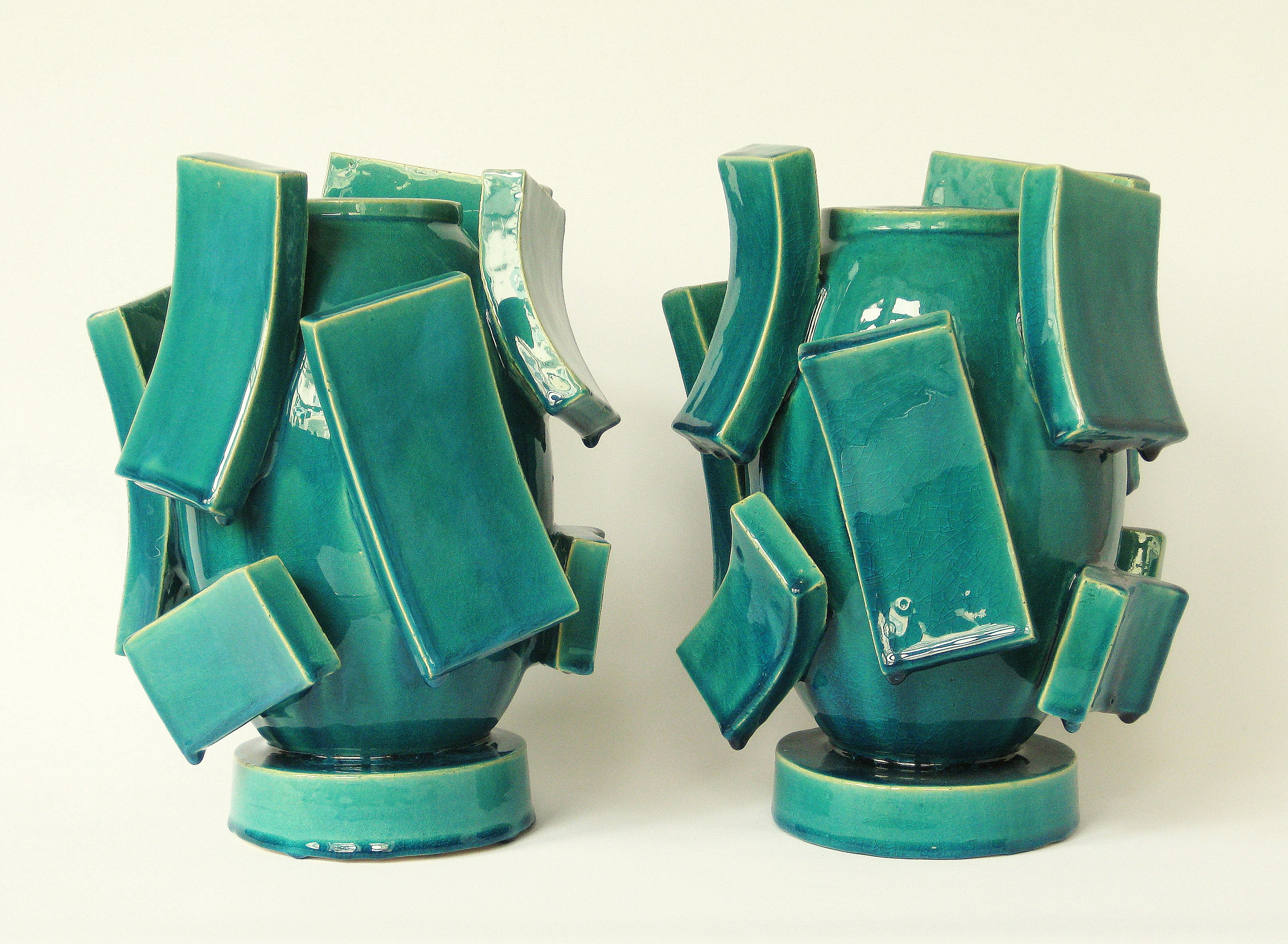
Werner Bünck, Keramikvasen, 2011

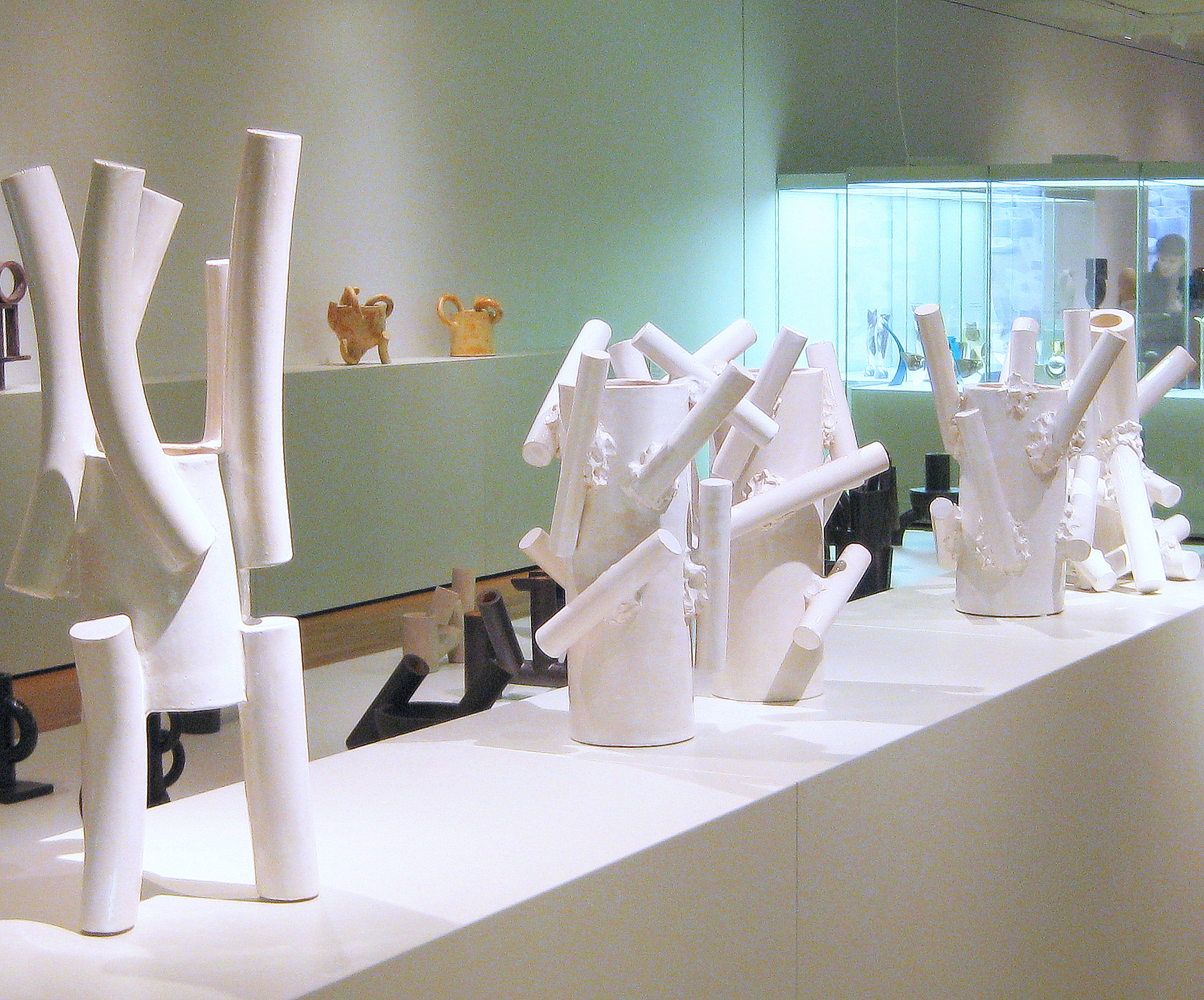
Werner Bünck, Retrospektive "Metall.Keramik.Stein", Grassi-Museum Leipzig, 2012

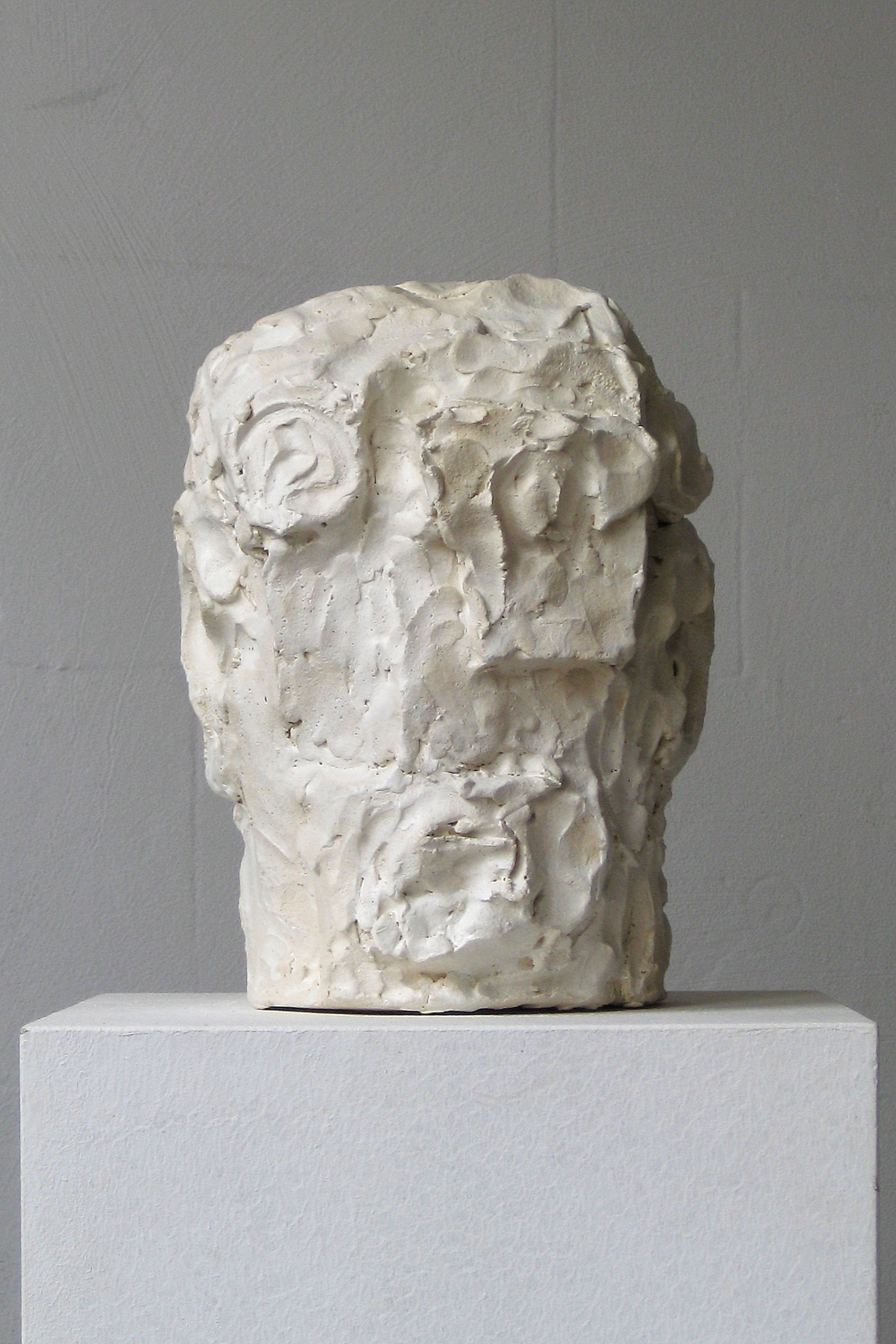
Werner Bünck, Kopfform, Keramik, 2013

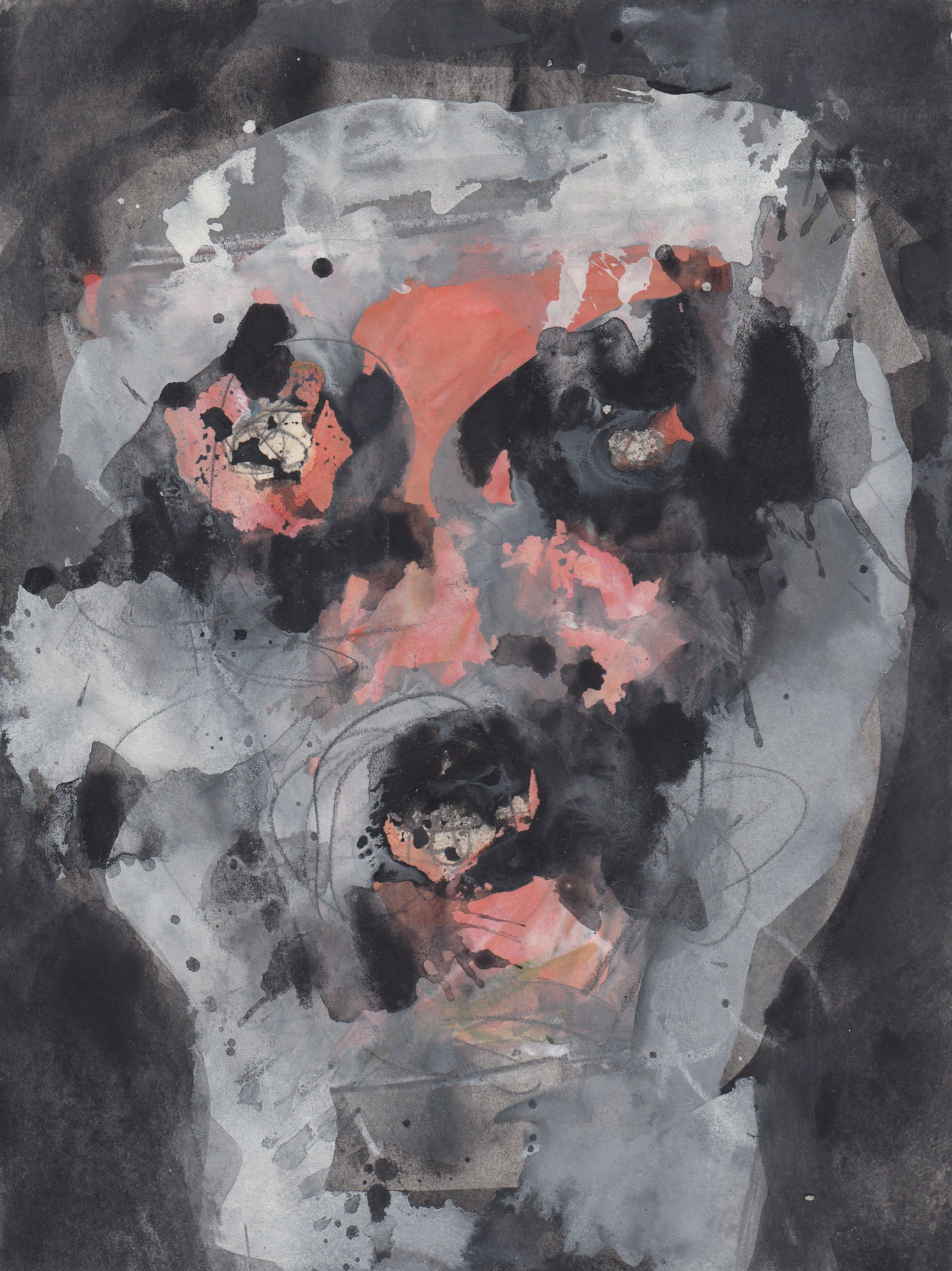
Werner Bünck, Zeichnung, 2018

Werner Bünck (* 6. Oktober 1943 in Einswarden; † 31. Januar 2025 in Coppenbrügge) war ein deutscher Gold- und Silberschmied, Designer, Bildhauer, Maler und Hochschullehrer.

## Werdegang
Werner Bünck absolvierte von 1960 bis 1963 eine Lehre zum Gold- und Silberschmied in Köln. Von 1967 bis 1970 studierte er an der Werkkunstschule in Düsseldorf. 1969 absolvierte er die Meisterprüfung im Goldschmiedehandwerk. Von 1970 bis 1973 war er als Designer in der Glasindustrie tätig und lieferte u. a. Entwürfe für Peill & Putzler, später auch Porzellanentwürfe für Arzberg. Seit 1972 unterhielt er eine eigene Werkstatt als Gold- und Silberschmied und war als freiberuflicher Designer tätig. Von 1975 bis 1976 folgte ein Lehrauftrag an der Fachhochschule Düsseldorf im Fachbereich Design. Von 1981 bis 2009 war Bünck als Professor für Metallgestaltung an der Fachhochschule Hildesheim tätig. Seit 2004 fertigte er Gefäße und Objekte aus Keramik. 2011/12 wurden seine Werke in der Retrospektive Metall.Keramik.Stein im Grassimuseum in Leipzig ausgestellt. Werner Bünck lebte bis zu seinem Tod in Hildesheim.

## Künstlerisches Schaffen
Werner Bünck prägte ab 1970 mit seinen Werken das moderne deutsche Gold- und Silberschmiedehandwerk. Ab 1972 setzte er sich intensiv mit dem Thema Gefäß auseinander und betrieb Form-Forschungen über das Zusammenspiel von Gestalt und Funktion. Im Mittelpunkt standen Silberkannen in skulptureller Form. Neben Kannen fertigte Werner Bünck auch Geräte, Schalen und Gefäße aus Silber und Messing. Eine kleine Gruppe seiner Metallarbeiten stellte der Schmuck dar, der in den 1960er- bis 1980er-Jahren entstand. Ab 1992 entstanden u. a. große Objekte und Schalen aus Stein in geometrischen Formen. 2004 entdeckte Bünck das Material Ton für sich. Durch die vielfältigen Gestaltungsmöglichkeiten des Tons boten sich ihm neue Freiheiten. Anfänglich entstanden Vasen und Gefäßobjekte aus geometrischen Formen, es folgten freie Arbeiten, Skulpturen und Objekte. Seine Kopfformen stellten hier einen Schwerpunkt dar. Fortwährend beschäftigte sich Werner Bünck mit der Malerei.

### Ausstellungen (Auswahl)
- 1984: Gruppe Videre, Köln
- 1985: Galerie Malten, Dortmund
- 1991: Kestner-Museum, Hannover
- 1992: Museum für Angewandte Kunst, Köln
- 1993: Goldschmiedehaus, Hanau
- 1993: Museum für Angewandte Kunst, Gera
- 1993: Kunstgewerbemuseum, Frankfurt
- 1996: Werkstattsituation, Burgstemmen
- 1997: Kunstkreis Hameln, Hameln
- 2001: Deutsches Klingenmuseum, Solingen
- 2003: Kestner-Museum, Hannover
- 2012: Grassi Museum, Leipzig

### Öffentliche Sammlungen (Auswahl)
- Staatliche Museen zu Berlin, Kunstgewerbemuseum
- Corning Museum of Glass, USA
- Museum für Angewandte Kunst, Frankfurt
- Museum August Kestner, Hannover
- Marta, Herford
- Roemer & Pelizaeus Museum, Hildesheim
- Badisches Landesmuseum, Karlsruhe
- Museum für Angewandte Kunst – MAKK, Köln
- Grassi Museum für angewandte Kunst, Leipzig
- Victoria and Albert Museum, London
- Pinakothek der Moderne, München
- Deutsches Klingenmuseum, Solingen
- Klassik Stiftung, Weimar

## Belege
1. ↑  Traueranzeige.
2. ↑  Werner Bünck – Biografie. Website des Künstlers. Abgerufen am 26. April 2019.
3. ↑  WERNER BÜNCK. In: KERAMIK-SAMMLER.DE. 29. März 2019, abgerufen am 1. Mai 2019 (deutsch).
4. ↑  Babette Küster: Metall. Keramik. Stein.: Werner Bünck – Retrospektive. Hrsg.: Grassi Museum für Angewandte Kunst. 2011, ISBN 978-3-910062-09-2.
5. ↑  Olaf Thormann: Gefäß / Skulptur 1. Hrsg.: Grassi Museum für Angewandte Kunst. Arnoldsche, 2008, ISBN 978-3-89790-288-6, S. 453, 461.
6. ↑  Olaf Thormann: Gefäß / Skulptur 2. Hrsg.: Grassi Museum für Angewandte Kunst. Arnoldsche, 2013, ISBN 978-3-89790-391-3, S. 14, 15, 459, 460.
7. ↑  Olaf Thormann: Gefäß / Skulptur 3. Hrsg.: Grassi Museum für Angewandte Kunst. Arnoldsche, 2018, ISBN 978-3-89790-543-6, S. Cover, 428, 429, 474, 475.

| Personendaten    | Personendaten                                                       |
| ---------------- | ------------------------------------------------------------------- |
| NAME             | Bünck, Werner                                                       |
| KURZBESCHREIBUNG | deutscher Goldschmied, Silberschmied, Designer, Bildhauer und Maler |
| GEBURTSDATUM     | 6. Oktober 1943                                                     |
| GEBURTSORT       | Einswarden                                                          |
| STERBEDATUM      | 31. Januar 2025                                                     |
| STERBEORT        | Coppenbrügge                                                        |